# Hogna unicolor
Hogna unicolor är en spindelart som beskrevs av Roewer 1959. Hogna unicolor ingår i släktet Hogna och familjen vargspindlar.
Artens utbredningsområde är Moçambique. Inga underarter finns listade i Catalogue of Life.